# GTPasa

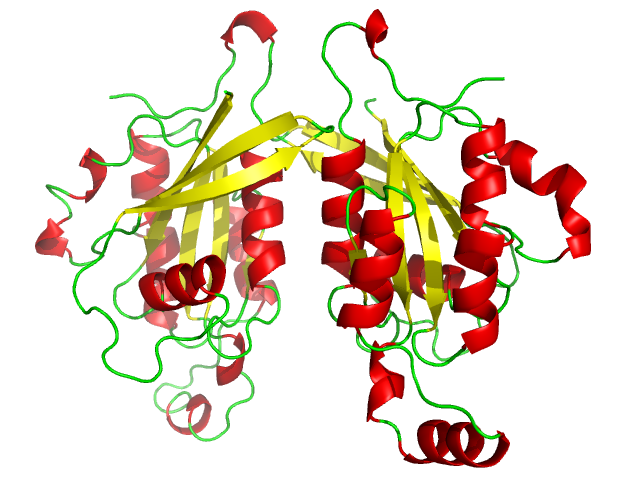
Variante de la GTPasa placentaria CDC42, en su forma inactiva (unida a GDP).

En bioquímica se usa el término GTPasa, guanosina trifosfatasa o trifosfatasas de guanosina (EC 3.6.5) para una superfamilia de enzimas con más de 100 proteínas estructuralmente relacionadas y que regulan diversas funciones biológicas. Son enzimas de tipo hidrolasa que pueden unirse e hidrolizar la molécula guanosín trifosfato (GTP). La unión de la GTPasa con su sustrato, el GTP, ocurre en una región de la enzima altamente conservada denominada dominio G y es una región común a todas las GTPasas. La GTPasa está activa cuando está unida al GTP e inactiva cuando está unida al GDP.

## Clasificación
Las GTPasas son una numerosa superfamilia de enzimas las cuales, basadas en su función, pueden ser divididas en dos clases generales:
- Clase TRAFAC (siglas del inglés, TRAnslation FACtors), son las GTPasas que participan en la traducción (iniciación, elongación, etc) y transducción de señales, motilidad celular y transporte intracelular.
- Clase  SIMIBI (siglas del inglés, SIgnal recognition particle, MinD, and BioD), son GTPasas para el reconocimiento de señales relacionadas con el transporte de proteínas, el ensamblaje de enzimas ATPasas del tipo MinD—de allí el nombre en las siglas—, localización de proteínas, la partición de cromosomas, transporte a nivel de la membrana plasmática y un grupo con actividad cinasa o de transferasa de fosfatos.

Estas dos clases pueden contienen juntas a unas 20 familias de enzimas distintivas que pueden ser subdivididas en 57 subfamilias basados en los motivos estructurales que comparten entre sí, así como la arquitectura de ciertas regiones o dominios.

### Ras GTPasa
La superfamilia Ras GTPasa son un grupo numeroso de proteínas monoméricas pequeñas homólogos a la proteína Ras. Son también llamadas pequeñas GTPasas con un peso molecular de unos 21 KDa y, por lo general, sirven como interruptores moleculares para una gran variedad de rutas de transmisión de señales celulares. Basado en sus secuencias de aminoácidos primarias y sus propiedades bioquímicas, la superfamilia Ras se divide en cinco sub-familias: Ras, Rho, Rab, Arf y Ran.

### Familia de factores de traducción
La familia de factores de traducción son GTPasas que tienen funciones en la iniciación, elongación y terminación de la síntesis de proteínas, como el factor de elongación Tu (EF-Tu).

### Factores de translocación
Son complejos proteicos, incluyendo la partícula de reconocimiento de señales, las cuales reconocen y transportan proteínas específicas hacia el retículo endoplasmático y otros destinos, especialmente en procariotes, y que tienen actividad GTPasa.

## Funciones
Las GTPasas tienen funciones importantes en:
- Transducción de señales a nivel de los segmentos intracelulares de receptor transmembrana que median el reconocimiento de señales, por ejemplo, sabores, olores y la visión.
- Síntesis proteica, es decir, traducción a nivel de las ribosomas.
- Control de la diferenciación celular durante la división celular.
- Traslocación de proteínas a través de las membranas celulares.
- Transporte de vesículas dentro de la célula, específicamente el ensamblaje de la cubierta de las vesículas.

## Mecanismo
La hidrólisis del fosfato del GTP a un guanosín difosfato (GDP) y fosfato inorgánico (Pi), ocurre por el mecanismo de sustitución nucleófila (SN2) via un intermediario pentavalente y es dependiente del ion magnesio Mg2+.

## Reconocimiento
En la mayoría de las GTPasas, la especificidad por la base nitrogenada guanina se debe a una región de la molécula llamada en general motivo y que posee una secuencia consenso ([N/T]KXD) presente en todas las proteínas que reconocen y fijan nucleótidos. En aquellas GTPasas con menor afinidad por la guanina, se nota que el motivo [N/T]KXD está ausente o está sustituida por otros nucleótidos, como el caso del grupo de GTPasas inducidas por interferón-γ que en sustitución tiene un igualmente conservado motivo compuesto por los aminoácidos arginina-ácido aspártico (RD), por lo que se unen a la guanina con una baja afinidad.

## GTPasas regulatorias
Las GTPasas reguladoras, llamadas también superfamilia de GTPasas, son enzimas que regulan otros procesos bioquímicos, entre ellos, y los más notorios, son las proteínas G.

### Interruptores
Todas las GTPasas regulatorias tienen un mecanismo común que les permite encender o apagar la transducción de señales. El interruptor (del inglés switch) ocurre por medio del cambio unidireccional de la GTPasa de la forma «activa: unida al GTP» a la forma «inactiva: unida al GDP». Este cambio se efectúa con una simple hidrólisis del GTP por medio de la actividad intrínseca de la misma GTPasa, logrando pasar el interruptor al estado apagado. Esta reacción es iniciada por proteínas específicas denominadas proteínas activadoras de GTPasa (GAP) que provienen de una transducción de señal aparte. La inactivación de la GTPasa puede ser revertida a su estado de encendido por efecto de otras proteínas llamadas factor intercambiador de nucleótido de guanina (GEF) que causan que se disocie el GDP de la GTPasa, conllevando a su asociacióncon un nuevo GTP. Ello cierra el ciclo al estado activado de la GTPasa, el cual es el único estado en el que la GTPasa puede transducir una señal a una reacción en cadena aguas abajo.

### Regulación
La eficiencia en la transducción de señales via GTPasas depende en la relación entre los estados activos e inactivos de la enzima. La ecuación de equilibrio es dado:
{\displaystyle {\frac {{\text{GTPasa}}*{\text{GTP}}}{{\text{GTPasa}}*{\text{GDP}}}}={\frac {k_{\text{diss.GDP}}}{k_{\text{cat.GTP}}}}}
en el que kdiss. GDP es la constante de disociación para el GDP y kcat. GTP la constante de hidrólisis del GTP para la GTPasa específica. Ambas constantes pueden ser reguladas por proteínas reguladoras individuales. La cantidad de GTPasa activa puede ser modificada de varias formas:
1. Aceleración en la disociación del GDP por las GEF aumenta la cantidad de GTPasa activa.
2. Inhibición de la disociación de GDP por inhibidores de la disociación de nucleótidos de guanina (GDI) reduce la acumulación de GTPasa activa.
3. Aceleración en la hidrólisis de GTP por las GAP reduce la cantidad de GTPasa activa.
4. Análogos de la GTP tales como el γ-S-GTP, β,γ-metileno-GTP, y la β,γ-imino-GTP que no pueden ser hidrolizados, por lo que fijan a la GTPasa en su estado activo.